# John Keegan
Sir John Desmond Patrick Keegan, OBE (* 15. Mai 1934 in Clapham, London; † 2. August 2012 in Kilmington, Wiltshire), war ein britischer Militärhistoriker, populärer Militärschriftsteller und Journalist.

## Leben
Keegan wurde in Clapham als Sohn einer irisch-katholischen Familie geboren; sein Vater war Weltkriegsveteran. Er besuchte das King’s College Taunton und das jesuitische Wimbledon College in London. 1949 erkrankte er erstmals an Tuberkulose. 1953 wurde er zum Geschichtsstudium am Balliol College der University of Oxford (M.A.) zugelassen. Zu seinen Lehrern gehörten u. a. Richard Southern und Christopher Hill, ein marxistischer Historiker. Anschließend arbeitete er zwei Jahre für die US-amerikanische Botschaft in London.
1960 wurde er Lecturer an der Royal Military Academy Sandhurst und lehrte dort, zuletzt als Senior Lecturer, für 25 Jahre Militärgeschichte. Er war u. a. Visiting Professor an der Princeton University (1984) in New Jersey und Delmas Distinguished Professor of History am Vassar College (1996–1998) in New York. 1986/87 hielt er die Lees Knowles Lectures an der University of Cambridge.
1986 wurde er Redakteur des Daily Telegraph, zuletzt war er Defense Editor. Außerdem veröffentlichte er u. a. in The New Republic und U.S. News & World Report. 1998 schrieb und präsentierte er die BBC-Reihe War and Our World.
Von 1991 bis 1997 war er Direktor des E. Somerset NHS Trust.
Wie andere Historiker war auch Keegan an der Kontroverse um den Geschichtsrevisionisten und späteren Holocaustleugner David Irving beteiligt. Er hielt das Werk Hitler’s War von Irving teilweise für wertvoll, aber ihm missfiel die Amoralität von Irving. Dass Irving behauptete, Hitler habe erst im Oktober 1943 von der Judenvernichtung erfahren, hielt Keegan für pervers.
1995 wurde in Deutschland die Studie Die Kultur des Krieges (1993 in London als A history of warfare) veröffentlicht. In dieser setzte er sich besonderes kritisch mit Clausewitz auseinander und verstand ihn als Wegbereiter des „Totalen Krieges“. Politikwissenschaftler und Militärhistoriker wie die Clausewitz-Forscher Michael Howard und Christopher Bassford kritisierten diese Interpretation scharf. Beatrice Heuser sprach in diesem Zusammenhang von einer altbekannten „Clausewitz-Diffamierung“.
Er war verheiratet und Vater von vier Kindern.

## Auszeichnungen

### Preise
- 1993: Duff Cooper Prize
- 1996: Samuel Eliot Morison Prize, Society for Military History
- 1999: Duke of Westminster’s Medal for Military Literature, Royal United Services Institute

### Orden und Ehrenzeichen
- 1991: Officer, Order of the British Empire (OBE)
- 2000: Knight Bachelor

### Ehrendoktorwürden
- 1997: LLD (hon.) University of New Brunswick
- 2002: D.Litt (hon.) University of Bath

### Mitgliedschaften
- 1986: Fellow, Royal Society of Literature (FRSL)
- Fellow, Royal Historical Society (FRHistS)

## Werke (Auswahl)
- The Face of Battle: A Study of Agincourt, Waterloo and the Somme. London 1976, ISBN 0-670-30432-8.
  - auf Deutsch: Das Antlitz des Krieges. Düsseldorf 1978, ISBN 3-593-34513-7.
- Six Armies in Normandy. 1982, ISBN 0-14-005293-3.
- The Mask of Command. London 1987, ISBN 0-7126-6526-9.
  - auf Deutsch: Die Maske des Feldherrn: Alexander der Große, Wellington, Grant, Hitler. Aus dem Engl. von Bernd Rullkötter. Berlin 1997, ISBN 3-88679-283-8.
- The Price of Admiralty. 1988, ISBN 0-09-173771-0.
- The Second World War. Viking Press, 1990, ISBN 0-670-82359-7.
  - auf Deutsch: Der Zweite Weltkrieg. Rastatt 1992, ISBN 3-499-61914-8.
- A History of Warfare. London, 1993, ISBN 0-679-73082-6.
  - auf Deutsch: Die Kultur des Krieges, Berlin 1995, ISBN 3-87134-226-2.
- Warpaths: Travels of a Military Historian in North America. Hodder and Stoughton, London 1995, ISBN 0-340-58655-9.
- The Battle for History: Refighting World War Two. Vintage, 1996, ISBN 0-679-76743-6.
- Fields of Battle: The Wars for North America. 1997, ISBN 0-679-74664-1.
- War and Our World: The Reith Lectures 1998. Pimlico, London 1999, ISBN 0-375-70520-1.
- (Hrsg.) The Book of War. Viking Press, 1999, ISBN 0-670-88804-4.
- The First World War. Knopf, New York 1999, ISBN 0-375-40052-4.
  - Deutsch: Der Erste Weltkrieg: Eine europäische Tragödie. Reinbek 2001, ISBN 3-499-61194-5.
- Winston Churchill. 2002, ISBN 0-670-03079-1.
- Intelligence in War: Knowledge of the Enemy from Napoleon to Al-Qaeda. 2003, ISBN 0-375-40053-2.
- The Iraq War. 2004, ISBN 0-09-180018-8.
- The American Civil War: A military history. London 2009, ISBN 978-0-09-179483-5.
  - auf Deutsch: Der amerikanische Bürgerkrieg. Aus dem Englischen von Hainer Kober. Rowohlt, Berlin 2010, ISBN 978-3-87134-668-2.